# Bognera recondita
Bognera recondita – gatunek ryzomowego geofitu, endemicznego dla pogranicza brazylijsko-peruwiańskiego w zachodniej Amazonii. Gatunek należy do monotypowego rodzaju Bognera, z plemienia Dieffenbachieae, z rodziny obrazkowatych. Nazwa naukowa rodzaju została nadana na cześć Josefa Bognera, niemieckiego botanika, badacza podrodziny Aroideae; nazwa gatunkowa recondita w języku łacińskim oznacza "ukryta", "tajna" i została nadana z uwagi na odosobnione siedliska tej rośliny.

## Charakterystyka
Bognera recondita jest rośliną zielną runa amazońskiego lasu deszczowego. Tworzy płożące, naziemne kłącze, z którego węzłów wyrasta pojedynczy liść właściwy. Ogonek liściowy otoczony jest u nasady łuskowatymi cataphyllami. Blaszki liściowe mają kształt jajowato-lancetowaty i pierzaste unerwienie pierwszorzędowe. Roślina tworzy pojedynczy kwiatostan, typu kolbiastego pseudancjum, na szypułce krótszej od ogonka liściowego. Pochwa kwiatostanu ma łódkowaty kształt i nie jest zwężona. Kwiaty żeńskie, położone w dolnej części kolby, oddzielone są od położonych wyżej, 3-pręcikowych kwiatów męskich nagim odcinkiem, pokrytym kilkoma okrągłymi prątniczkami. Zalążnie jednokomorowe z położonym bazalnie łożyskiem. Owocostan składa się z jagód. Nasiona nie zostały zbadane. Liczba chromosomów 2n = 34.

## Systematyka
Pozycja według Angiosperm Phylogeny Website (aktualizowany system APG IV z 2016)Należy do plemienia Dieffenbachieae, podrodziny Aroideae, rodziny obrazkowatych, rzędu żabieńcowców w kladzie jednoliściennych.
Pozycja rodzaju w systemie Reveala z roku 2007 (2010)Rodzaj nie został ujęty.
Pozycja rodzaju według Crescent Bloom (system Reveala z lat 1993–1999)Gromada okrytonasienne (Magnoliophyta Cronquist), podgromada Magnoliophytina (Frohne & U. Jensen ex Reveal), klasa jednoliścienne (Liliopsida Brongn.), podklasa obrazkowe (Aridae Takht.), nadrząd obrazkopodobne (Aranae Thorne ex Reveal), rząd obrazkowce (Arales Dumort.), rodzina obrazkowate (Araceae Juss.).